# Adolf Hölzel
Adolf Hölzel (ur. 13 maja 1853 w Ołomuńcu, zm. 17 października 1934 w Stuttgarcie) – niemiecki malarz, impresjonista oraz abstrakcjonista.

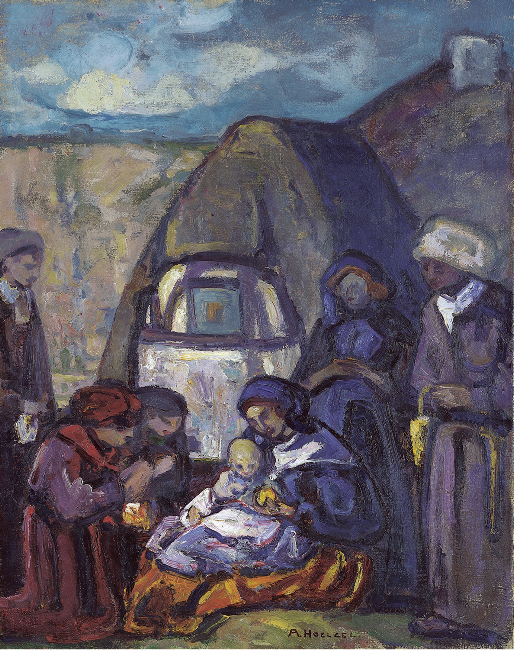
Narodziny

Hölzel urodził się w rodzinie księgarskiej. Jego ojciec nie tylko handlował książkami, ale także zajmował się ich produkcją i zdobieniem. Młody Adolf miał w przyszłości odziedziczyć ten interes i poprowadzić go dalej. Dlatego też w wieku 15 lat rozpoczął terminowanie w zakładzie zecerskim w Gocie. Jednocześnie pobierał nauki w zakresie rysunku i malarstwa. Z biegiem czasu to właśnie sztuka bardziej go zajmowała niż przemysł drukarski.
W latach 1872–1873 studiował w Akademii Sztuk Pięknych w Wiedniu, a następnie w Monachium.
Po ukończeniu studiów wyjechał do Paryża, gdzie wielkie wrażenie wywarło na nim malarstwo impresjonistyczne, w tym też nurcie tworzył przez wiele lat.
W 1888 wraz z Ludwikiem Dillem, Arthurem Langhammerem oraz Fritzem von Uhde tworzyli kolonię artystyczną w Dachau.
Kolejne lata życia artysta poświęcił karierze naukowej. W 1906 został dziekanem Wydziału Kompozycji w Akademii Sztuk Pięknych w Stuttgarcie, a w latach 1916–1919 był rektorem tejże uczelni. Lata spędzone na uczelni poświęcił nie tylko pracy administracyjnej czy dydaktycznej, w tym czasie stale pracował nad „teorią koloru”. Prace te prowadziły go coraz bardziej w kierunku bezprzedmiotowej kompozycji barwnej. Od 1917 Hölzel tworzył już tylko abstrakcyjne obrazy złożone z barwnych plam, które nazywał „barwnymi dźwiękami”.
W efekcie swojej twórczości Adolf Hölzel uchodzi za jednego z prekursorów malarstwa abstrakcjonistycznego.